# 新德里国家自然历史博物馆
新德里国家自然历史博物馆是一座位于印度新德里的自然史博物馆。

## 历史
1972年作为庆祝印度独立25周年的部分项目开建，1978年世界环境日开幕。靠近康诺特广场。2016年4月26日博物馆被大火毁于一旦。

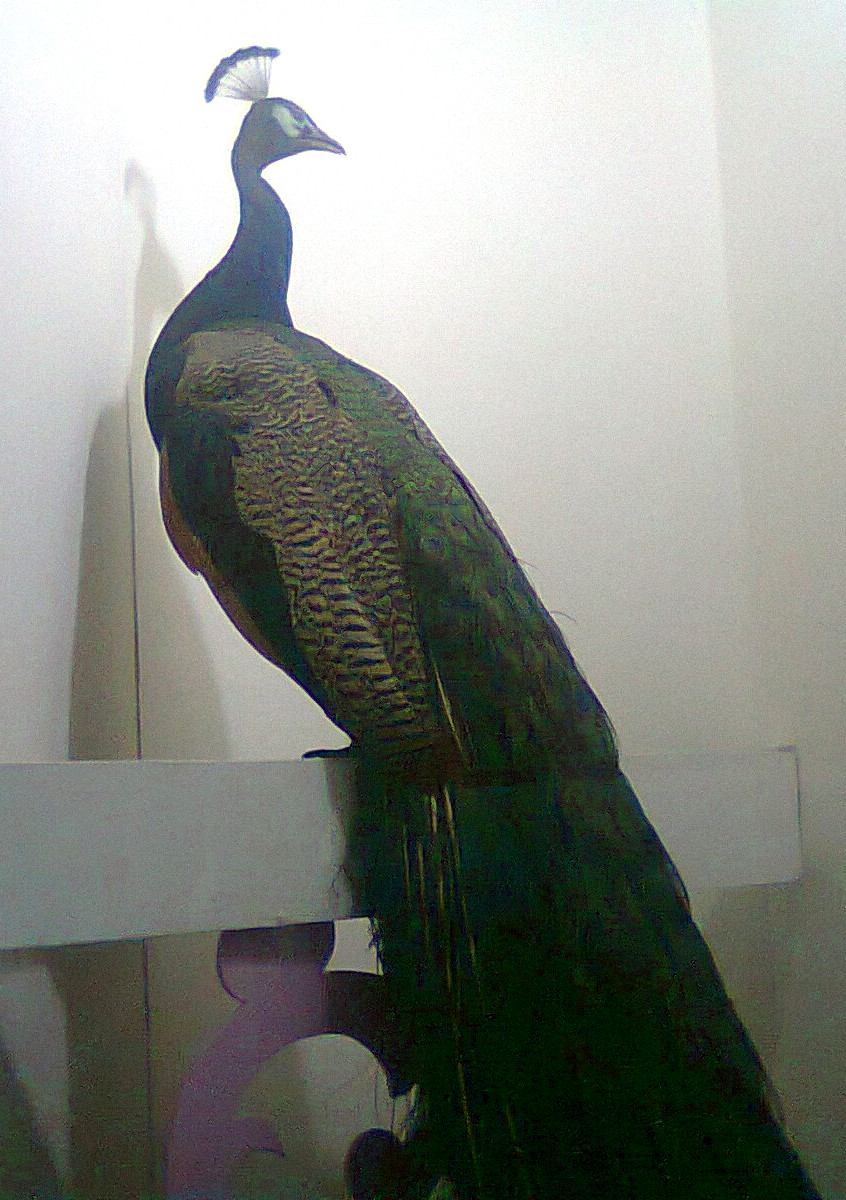
一支展出的剥制孔雀，代表印度动物